# John Kennedy Toole

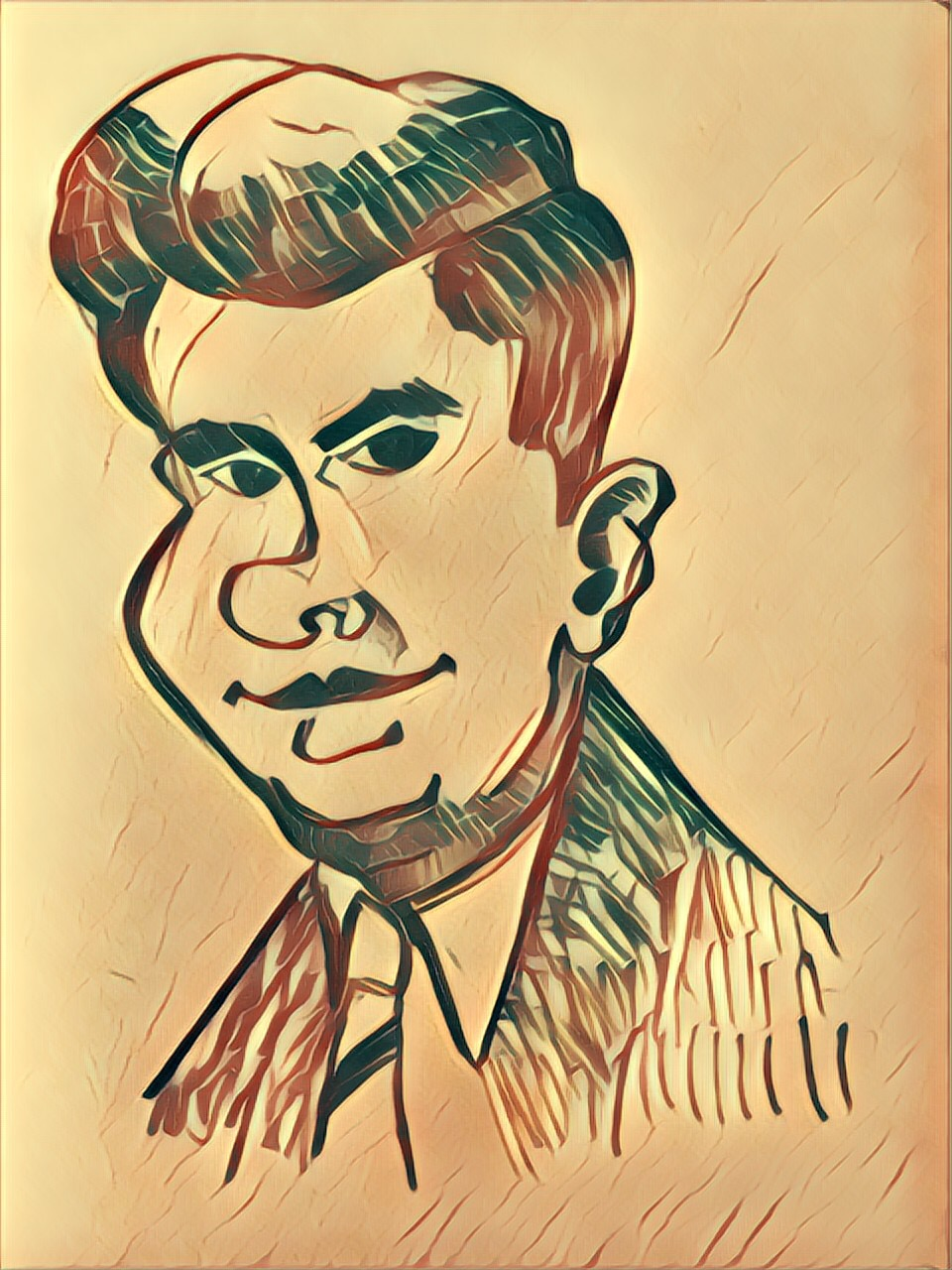
Cartoon van John Kennedy Toole

John Kennedy Toole (New Orleans, 17 december 1937 - 26 maart 1969) was een Amerikaans schrijver en leraar.

## Pulitzerprijs
Zijn eerste boek - De Neonbijbel - schreef hij op amper 16-jarige leeftijd. Tijdens zijn legerdienst in Puerto Rico schreef hij zijn bekendste werk: Een samenzwering van idioten (oorspronkelijke titel: A Confederacy of Dunces). Kennedy Toole kreeg echter zijn manuscript aan geen enkele uitgever verkocht. Hierdoor werd hij radeloos, wat onder meer leidde tot zijn zelfmoord. Pas elf jaar na zijn dood kon zijn moeder Thelma Ducoing Toole het boek - na tussenkomst van de schrijver Walker Percy - laten uitgeven. In 1981 kreeg John Kennedy Toole postuum de Pulitzerprijs. Van A Confederacy of Dunces werden meer dan één miljoen exemplaren verkocht en de roman werd vertaald in achttien talen.
Het verhaal speelt zich af in New Orleans in het begin van de jaren zestig. De centrale figuur, Ignatius J. (Jacques) Reilly, is een intelligente maar luie man die op zijn dertigste nog steeds bij zijn moeder leeft in een woonwijk van de stad. En die door familieomstandigheden gedwongen wordt een baan te zoeken. In zijn zoektocht naar werk ontmoet hij een verscheidenheid aan kleurrijke personages uit New Orleans "French Quarter". Deze figuur kreeg er zelfs een standbeeld in de Canal Street waar het verhaal begint.

## Biografie
- Cory MacLauchlin: Butterfly in the Typewriter. The Tragic Life of John Kennedy Toole and the Remarkable Story of A Confederacy of Dunces. Da Capo Press, Cambridge (MA) 2012, ISBN 9780306820403
- René Pol Nevils, Deborah George Hardy: Ignatius Rising. The Life of John Kennedy Toole. Louisiana State University Press, Baton Rouge 2001, ISBN 0-80-712680-2

- Bibsys: 90156216
- Biblioteca Nacional de España: XX1155498
- Bibliothèque nationale de France: cb11926812x (data)
- Catàleg d'autoritats de noms i títols de Catalunya: 981058524987206706
- Gemeinsame Normdatei: 123338220
- International Standard Name Identifier: 0000 0001 2028 2082
- Library of Congress Control Number: n79102341
- Nationale Bibliotheek van Letland: 000078138
- Nationale Bibliotheek van Tsjechië: jn19990008571
- Nationale Bibliotheek van Israël: 987007274236605171
- Nationale Bibliotheek van Polen: a0000001164744
- Nederlandse Thesaurus van Auteursnamen: 069753792
- LIBRIS: 97326
- SNAC: w6pc3tmz
- Système universitaire de documentation: 027165558
- Trove: 1155893
- Virtual International Authority File: 71398405
- WorldCat: E39PBJgH9PVBvJyGht8HC86xjC